# قصور (إيران)
قصور هي قرية في مقاطعة أرومية، إيران. يقدر عدد سكانها بـ 639 نسمة بحسب إحصاء 2016.